# Tomita-Takesaki-Theorie
Die Tomita-Takesaki-Theorie, benannt nach M. Tomita und M. Takesaki, auch als modulare Theorie bekannt, ist eine Theorie aus dem mathematischen Teilgebiet der Funktionalanalysis, genauer der Theorie der Von-Neumann-Algebren. Einer Von-Neumann-Algebra wird eine Gruppe von  Automorphismen zugeordnet, mit der die Struktur der Von-Neumann-Algebra näher untersucht werden kann.

## Konstruktion

### Trennende und erzeugende Vektoren
In einem ersten Schritt betrachten wir eine Von-Neumann-Algebra {\displaystyle A} über einem Hilbertraum {\displaystyle H}, für die es einen Vektor {\displaystyle \xi _{0}\in H} gibt, der sowohl erzeugend als auch trennend für {\displaystyle A} ist, das heißt
{\displaystyle A\xi _{0}:=\{a\xi _{0};\,a\in A\}} ist dicht in {\displaystyle H} ({\displaystyle \xi _{0}} ist erzeugend für {\displaystyle A})
Aus {\displaystyle a\in A} und {\displaystyle a\xi _{0}=0} folgt {\displaystyle a=0} ({\displaystyle \xi _{0}} ist trennend für {\displaystyle A})
Damit ist die Abbildung
{\displaystyle S_{0}:A\xi _{0}\rightarrow A\xi _{0},\,a\xi _{0}\mapsto a^{*}\xi _{0}}
wohldefiniert (da der Vektor trennend ist) und dicht definiert (da der Vektor erzeugend ist). Aus der Eigenschaften der Involution * folgt, dass {\displaystyle S_{0}} konjugiert-linear ist.
Da ein Vektor genau dann erzeugend bzw. trennend für {\displaystyle A} ist, wenn er trennend bzw. erzeugend für die Kommutante {\displaystyle A'} ist, liegt dieselbe Situation mit demselben Vektor auch für {\displaystyle A'} vor und man erhält eine dicht-definierte, konjugiert-lineare Abbildung
{\displaystyle F_{0}:A'\xi _{0}\rightarrow A'\xi _{0},\,a'\xi _{0}\mapsto a'^{*}\xi _{0}}.
Man kann zeigen, dass beide Operatoren abschließbar sind. Für ihre Abschlüsse {\displaystyle S} bzw. {\displaystyle F} gilt {\displaystyle S=F_{0}^{*}=F^{*}} und {\displaystyle F=S_{0}^{*}=S^{*}}. Der Operator {\displaystyle S^{*}S} ist als Komposition zweier konjugiert-linearer Operatoren komplex-linear, selbstadjungiert und positiv, im Allgemeinen unbeschränkt. Die Wurzel {\displaystyle \Delta :=(S^{*}S)^{1/2}=(FS)^{1/2}} heißt der modulare Operator, dessen Existenz sich aus dem Borelkalkül für unbeschränkte Operatoren ergibt. Daraus ergibt sich auch, dass die Operatoren {\displaystyle \Delta ^{it},\,t\in \mathbb {R} } unitär sind. Es gilt nun der
Satz von Tomita : Ist {\displaystyle S=J\Delta ,\,\Delta =(S^{*}S)^{1/2}} die Polarzerlegung von {\displaystyle S}, so ist {\displaystyle J:H\rightarrow H} eine konjugiert-lineare Isometrie mit 
- {\displaystyle J^{2}=\mathrm {id} _{H}}
- {\displaystyle JAJ=A'} und
- {\displaystyle \Delta ^{it}A\Delta ^{-it}=A} für alle {\displaystyle t\in \mathbb {R} }

Durch {\displaystyle \sigma _{t}(a):=\Delta ^{it}a\Delta ^{-it}} sind Automorphismen {\displaystyle \sigma _{t}} auf der Von-Neumann-Algebra {\displaystyle A} definiert, die Abbildung {\displaystyle \sigma :\mathbb {R} \rightarrow \mathrm {Aut} (A),t\mapsto \sigma _{t}} ist ein Gruppenhomomorphismus. Die Automorphismen {\displaystyle \sigma _{t}} bilden daher eine Gruppe, die man die modulare Gruppe nennt, oft wird auch der Homomorphismus {\displaystyle \sigma } so bezeichnet.

### σ-endliche Von-Neumann-Algebren
Ein zugleich erzeugender und trennender Vektor liegt nicht immer vor. Die σ-endliche Von-Neumann-Algebren sind genau diejenigen, die isomorph zu solchen mit einem erzeugenden und trennenden Vektor sind, das sind zugleich diejenigen, die treue, normale Zustände besitzen, denn aus diesen lassen sich die gewünschten Vektoren konstruieren.
Sei {\displaystyle \varphi } ein treuer, normaler Zustand auf der Von-Neumann-Algebra {\displaystyle A}. Dann liefert die GNS-Konstruktion eine Darstellung {\displaystyle \pi _{\varphi }:A\rightarrow L(H_{\varphi })} über einem Hilbertraum {\displaystyle H_{\varphi }} und einen Vektor {\displaystyle \xi _{\varphi }\in H_{\varphi }} mit {\displaystyle \varphi (a)=\langle \pi _{\varphi }(a)\xi _{\varphi }|\xi _{\varphi }\rangle } für alle {\displaystyle a\in A}. Weiter ist {\displaystyle \pi _{\varphi }:A\rightarrow \pi _{\varphi }(A)} ein Isomorphismus zwischen Von-Neumann-Algebren und {\displaystyle \xi _{\varphi }} ist ein erzeugender und trennender Vektor für {\displaystyle \pi _{\varphi }(A)}. Daher kann man die oben vorgestellte Konstruktion ausführen und erhält einen modularen Operator {\displaystyle \Delta _{\varphi }} mit Automorphismen {\displaystyle \pi _{\varphi }(a)\mapsto \Delta _{\varphi }^{it}\pi _{\varphi }(a)\Delta _{\varphi }^{-it}} auf {\displaystyle \pi _{\varphi }(A)}, die sich mittels des Isomorphismus {\displaystyle \pi _{\varphi }} auch auf {\displaystyle A} übertragen lassen. Man erhält also wieder einen Gruppenhomomorphismus
{\displaystyle \sigma ^{\varphi }:\mathbb {R} \rightarrow \mathrm {Aut} (A),\quad \sigma _{t}^{\varphi }(a):=\pi _{\varphi }^{-1}(\Delta _{\varphi }^{it}\pi _{\varphi }(a)\Delta _{\varphi }^{-it})}.
Das Bild bzw. den Homomorphismus selbst nennt man die zu {\displaystyle \varphi } gehörige modulare Gruppe. Damit ist {\displaystyle (A,\mathbb {R} ,\sigma ^{\varphi })} ein W*-dynamisches System.
Es stellt sich nun die Frage nach der Abhängigkeit von {\displaystyle \varphi }. Kann man einen Zusammenhang zwischen Automorphismen-Gruppen {\displaystyle \sigma ^{\varphi }} und {\displaystyle \sigma ^{\psi }} herstellen und wie ist {\displaystyle \sigma ^{\varphi }} durch {\displaystyle \varphi } bestimmt? Diese beiden Fragen werden als Nächstes beantwortet.

### KMS-Bedingung
Wir gehen wieder von einem treuen, normalen Zustand {\displaystyle \varphi } auf einer Von-Neumann-Algebra {\displaystyle A} aus. Man sagt, ein Gruppenhomomorphismus {\displaystyle \sigma :\mathbb {R} \rightarrow \mathrm {Aut} (A)} erfüllt die modulare Bedingung bzgl. {\displaystyle \varphi }, falls folgendes gilt:
Zu je zwei Elementen {\displaystyle x,y\in A} gibt es eine Funktion {\displaystyle f:\{z\in \mathbb {C} |0\leq \mathrm {Im} \,z\leq 1\}\rightarrow \mathbb {C} } mit:
- {\displaystyle f} ist beschränkt, stetig und auf {\displaystyle \{z\in \mathbb {C} |0<\mathrm {Im} \,z<1\}} holomorph,
- {\displaystyle f(t)=\varphi (\sigma _{t}(x)y),\quad f(t+i)=\varphi (y\sigma _{t}(x))} für alle {\displaystyle t\in \mathbb {R} }.

Diese Bedingung heißt auch die KMS-Bedingung, benannt nach den Physikern Kubo, Martin und Schwinger. 
Man kann zeigen, dass die modulare Gruppe {\displaystyle \sigma ^{\varphi }} die modulare Bedingung bzgl. {\displaystyle \varphi } erfüllt und das diese dadurch sogar eindeutig charakterisiert ist. Man nennt einen Gruppenhomomorphismus {\displaystyle \sigma :\mathbb {R} \rightarrow \mathrm {Aut} (A)} stark stetig, wenn die Abbildungen {\displaystyle t\mapsto \sigma _{t}(a)} für jedes {\displaystyle a\in A} stetig bzgl. der starken Operatortopologie sind.
Ist {\displaystyle \varphi } ein treuer, normaler Zustand auf einer Von-Neumann-Algebra {\displaystyle A}, so gibt es genau einen stark stetigen Gruppenhomomorphismus {\displaystyle \sigma :\mathbb {R} \rightarrow \mathrm {Aut} (A)}, der die modulare Bedingung bzgl. {\displaystyle \varphi } erfüllt. Dies ist die modulare Gruppe {\displaystyle \sigma ^{\varphi }}.

### Connes-Kozykel
Wir betrachten nun zwei treue, normale Zustände auf der Von-Neumann-Algebra {\displaystyle A}. Die Frage, welcher Zusammenhang zwischen den modularen Gruppen {\displaystyle \sigma ^{\varphi }} und {\displaystyle \sigma ^{\psi }} besteht, wurde von Alain Connes wie folgt beantwortet:
Sind {\displaystyle \varphi } und {\displaystyle \psi } zwei treue, normale Zustände auf einer Von-Neumann-Algebra {\displaystyle A}, so gibt es eine stark stetige Abbildung {\displaystyle u:\mathbb {R} \rightarrow U(A)} in die unitäre Gruppe der Von-Neumann-Algebra, so dass für die zugehörigen modularen Gruppen {\displaystyle \sigma ^{\varphi }} und {\displaystyle \sigma ^{\psi }} gilt:
- {\displaystyle \sigma _{t}^{\psi }(a)=u_{t}\sigma _{t}^{\varphi }(a)u_{t}^{*}}
- {\displaystyle u_{t+s}=u_{t}\sigma _{t}^{\varphi }(u_{s})}

für alle {\displaystyle s,t\in \mathbb {R} } und {\displaystyle a\in A}.
Eine solche Abbildung {\displaystyle u:\mathbb {R} \rightarrow U(A)} nennt man einen Connes-Kozykel und obige Aussage ist auch als der Connes-Kozykel-Satz bekannt.

### Allgemeine Theorie
Mit etwas größerem technischen Aufwand kann man sich auch von der Voraussetzung der σ-Endlichkeit befreien. Statt der normalen Funktionale muss man normale Gewichte betrachten und kann zu ganz ähnlichen Ergebnissen kommen, die für alle Von-Neumann-Algebren gelten.
Auf einer Von-Neumann-Algebra {\displaystyle A} gibt es stets treue, normale und semi-endliche Gewichte {\displaystyle \omega }. Mittels GNS-Konstruktion erhält man eine treue Darstellung {\displaystyle \pi _{\omega }:A\rightarrow L(H_{\omega })} auf einem Hilbertraum {\displaystyle H_{\omega }}. Dann ist die konjugiert-lineare Abbildung {\displaystyle x\mapsto x^{*}} mit Definitionsbereich {\displaystyle \{x\in A;\omega (x^{*}x)<\infty ,\omega (xx^{*})<\infty \}\subset H_{\omega }} ein dicht-definierter abschließbarer Operator auf {\displaystyle H_{\omega }}, dessen Abschluss {\displaystyle S} eine Polarzerlegung {\displaystyle S=J\Delta } gestattet, so dass
- {\displaystyle J} ist eine konjugiert-lineare Isometrie, {\displaystyle J^{2}=\mathrm {id} _{H_{\omega }}}
- {\displaystyle \Delta } ist ein dicht-definierter, positiver, invertierbarer Operator
- {\displaystyle J\pi _{\omega }(A)J=\pi _{\omega }(A)'}
- {\displaystyle \Delta ^{it}\pi _{\omega }(A)\Delta ^{-it}=\pi _{\omega }(A)} für alle {\displaystyle t\in \mathbb {R} }.

Wieder definiert man einen Homomorphismus {\displaystyle \sigma } von {\displaystyle \mathbb {R} } in die Automorphismengruppe von {\displaystyle A}, so dass
{\displaystyle \pi _{\omega }(\sigma _{t}(a))=\Delta ^{it}\pi _{\omega }(a)\Delta ^{-it}} für alle {\displaystyle a\in A}.
Dieser heißt wieder die modulare Gruppe und ist durch eine KMS-Bedingung eindeutig bestimmt, genauer gilt
Die modulare Gruppe ist der einzige stark-stetige Gruppenhomomorphismus {\displaystyle \sigma :\mathbb {R} \rightarrow \mathrm {Aut} (A)}, der die folgenden Bedingungen erfüllt:
- {\displaystyle \omega (\sigma _{t}(a))=\omega (a)} für alle {\displaystyle A\in A^{+},t\in \mathbb {R} }
- zu je zwei Elementen {\displaystyle a,b\in \{x\in A;\omega (x^{*}x)<\infty ,\omega (xx^{*})<\infty \}} gibt es eine Funktion {\displaystyle f:\{z\in \mathbb {C} |0\leq \mathrm {Im} \,z\leq 1\}\rightarrow \mathbb {C} } mit:
  - {\displaystyle f} ist beschränkt, stetig und auf {\displaystyle \{z\in \mathbb {C} |0<\mathrm {Im} \,z<1\}} holomorph,
  - {\displaystyle f(t)=\omega (\sigma _{t}(a)b),\quad f(t+i)=\omega (b\sigma _{t}(a))} für alle {\displaystyle t\in \mathbb {R} }.

## Anwendungen

### Kreuzprodukte
Eine modulare Gruppe {\displaystyle \sigma :\mathbb {R} \rightarrow \mathrm {Aut} (A)} definiert stets ein W*-dynamisches System {\displaystyle (A,\mathbb {R} ,\sigma )} und man kann das Kreuzprodukt {\displaystyle A\ltimes _{\sigma }\mathbb {R} } bilden. Da je zwei solche modularen Gruppen über einen Connes-Kozykel zusammenhängen, kann man zeigen, dass die Isomorphieklasse des Kreuzproduktes nicht vom gewählten, treuen, normalen Zustand abhängt. Ferner kann man zeigen, dass das so gebildete Kreuzprodukt semiendlich ist, das heißt keinerlei Typ III Anteil enthält.

### Typ III Von-Neumann-Algebren
Mittels der Dualitätseigenschaften des W*-dynamischen Systems kann man die Struktur der Typ III Von-Neumann-Algebren auf Typ II∞-Algebren zurückführen. Dies ist als Satz von Takesaki bekannt und ist im Artikel zu Typ III Von-Neumann-Algebren beschrieben.

### Tensorprodukte
Schon Tomita hat diese Theorie verwendet, um den sogenannten Kommutator-Satz zu zeigen, nachdem die Kommutante eines Tensorproduktes von Von-Neumann-Algebren gleich dem Tensorprodukt der Kommutanten ist.